# 萨伊莱康布雷
萨伊莱康布雷（法語：Sailly-lez-Cambrai，法語發音：[saji lɛ kɑ̃bʁɛ]，意为“康布雷附近的萨伊”）是法国上法兰西大区诺尔省的一个市镇，位于该省南部，属于康布雷区。

## 地理
萨伊莱康布雷（50°11'30"N, 3°10'39"E）面积3.28 平方千米，位于法国上法蘭西大區北部省，该省份为法国最北部的省份及最长的省份，西北濒北海，西接加来海峡省，南至埃纳省和索姆省，东与比利时接壤。
与萨伊莱康布雷接壤的市镇（或旧市镇、城区）包括：布莱库尔、桑库尔、艾讷库尔、拉扬库尔-圣奥勒。

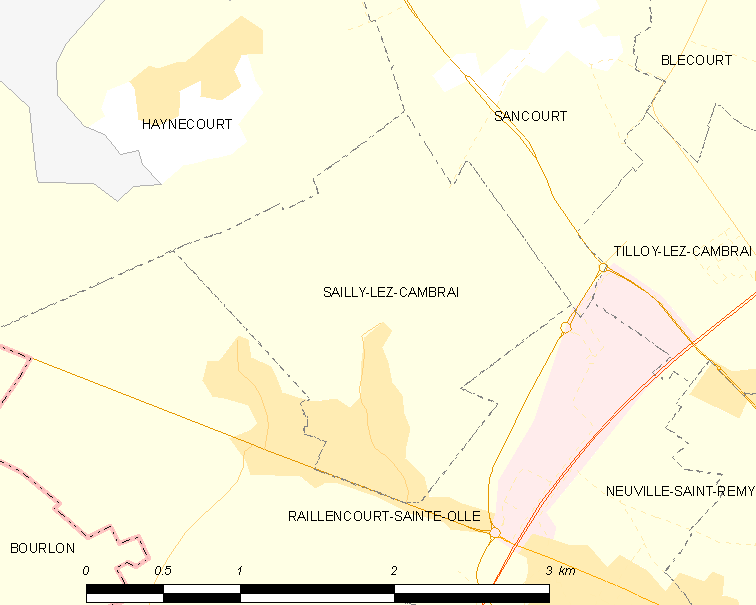
萨伊莱康布雷的OSM定位图

萨伊莱康布雷的时区为UTC+01:00、UTC+02:00（夏令时）。

## 行政
萨伊莱康布雷的邮政编码为59554，INSEE市镇编码为59521。

## 政治
萨伊莱康布雷所属的省级选区为康布雷县。

## 人口

1962-2008年间萨伊莱康布雷人口变化图示

萨伊莱康布雷于2022年1月1日时的人口数量为416人。